# Dan David
Dan David (în ebraică דן דוד, n. 23 mai 1929, București, România – d. 6 septembrie 2011, Londra, Anglia, Regatul Unit) a fost un om de afaceri, inventator și filantrop israelian și italian, evreu originar din România. A domiciliat și activat în Israel, Italia, Anglia și Spania.

## Biografie
Dan David s-a născut sub numele Daniel David Goldenthal în 1929 într-o familie evreiască din București. Tatăl său se numea Alfred Goldenthal și era un inginer originar din Elveția, iar mama sa se numea Alisa sau Lizi. Din copilărie Dan a dovedit talente comerciale, odată la 10 ani a vândut țigări, iar mai apoi la 12 ani s-a ocupat cu legătoria și cu vânzarea de cărți de anticariat. În cursul regimului Antonescu din anii cel de-al Doilea Război Mondial David fost, ca evreu, scos din școala elementară de stat, iar tatăl său a fost concediat. A continuat studiile la un liceu creat pentru evrei la București. A ajutat atunci la subzistența familiei, dând lecții particulare de matematică. De la vârsta de 16 ani a aderat la mișcarea „Tineretul Sionist” - „Hanoar hatzioní” și a fost trimis să organizeze secția acesteia de la Bacău. La sfârșitul anului  1947 a participat la organizarea emigrării evreilor spre Palestina.
La începutul anului 1949 Dan Goldenthal s-a căsătorit cu prietena sa, Doroteea, pe care a cunoscut-o în vara anului 1946. 
Ulterior a studiat economia și metodologii tehnice la Universitatea din București. În vremea studenției soția și socrii săi au primit aprobarea autorităților pentru a pleca în Israel, în timp ce cererea lui Goldenthal a fost respinsă de mai multe ori. În aceste împrejurări soții au fost nevoiți să divorțeze.
După terminarea facultății Goldenthal a lucrat un timp ca contabil la o companie guvernamentală de import. Nu i-a plăcut această muncă, și a preferat să devină fotograf de presă, între altele la un ziar și la Radiodifuziune. Când a cerut să plece pentru acoperirea unui eveniment sportiv în Germania de vest, securitatea l-a arestat și l-a anchetat vreme de o săptămână în legătură cu activitatea sionistă din tinerețe. A fost concediat, dar apoi, a găsit o nouă slujbă la un alt ziar. Cu această ocazie a cunoscut o ziaristă pe nume Mia Fischer, cu care s-a căsătorit.    
În 1960 a izbutit să obțină permisiunea de a emigra din România și să plece la Paris, unde avea rude. A emigrat împreună cu soția, mama sa văduvă și cele două bunici. La Paris, unde a lucrat ca fotograf, i-au atras atenția niște cabine de fotografie automată, dintre care unele mai moderne erau produse în Marea Britanie. În august a emigrat cu familia în Israel pe vaporul „Theodor Herzl”. Acolo și-a găsit un loc de muncă ca fotograf la compania „Prior” pe strada Allenby din Tel Aviv. Și-a schimbat numele în Dan David, David fiind și numele de familie al unui străbunic de-al său.

### Succesul în afaceri
În 1961 a efectuat o călătorie în Europa și a decis să se ocupe cu afaceri în domeniul fotografiei. În anul 1965, cu ajutorul unui împrumut de 200.000 dolari de la un văr de-al său din Franța, pe nume Pierre Valle, David a cumpărat de la compania britanică Photo Me International o cabină de fotografiere automată și dreptul exclusiv de comercializare a unor astfel de cabine în Israel.   
Având succes, el a achiziționat noi cabine precum și dreptul de comercializare a lor pe piața italiană. În cele din urmă s-a stabilit cu soția în Italia, unde a înființat compania Dedem Automatical SRL. După încă un an a obținut dreptul de comercializare a cabinelor Photo Me și în Spania, iar în 1968 în Japonia (Nippon Auto Photo) unde s-a bucurat de beneficiile cele mai mari. Mai târziu a înființat și în România compania Photomat în domeniul fotografiatului.
Apoi și-a mărit substanțial propriul capital printr-o companie proprie numită „FoMat”. În 1962 a intrat în asociere cu „Photo Me International”, primind 20% din acțiunile acesteia. El însuși a înregistrat numeroase patente în domeniul fotografiei și al fotografiilor color. Compania Photo Me International a ajuns sub controlul său în anul 1968, el devenind președintele ei (Executive Chairman, apoi Non Executive Chairman) între anii 1992-2005. Din 2005 a fost președintele pe viață al companiei. Compania a ajuns să instaleze 27.000 de cabine de fotografie automată in întreaga lume, deținând 90% din piața mondială in acest domeniu. Între anii 1983-1987 David a condus și compania de investiții "Photo Me Financial Services". În 1994 David a unit compania sa cu compania franceză care a introdus tehnica de developare a filmelor în timp de o oră. Dan David a devenit președintele companiei nou create. În anul 1997 David a devenit asociat la Hedge Fond GLG, la recomandarea fondatorului acestuia, Noam Gottesman.  Ulterior a intrat în consiliul de administrație al fondului.
În 1999 acțiunile sale și ale partenerului său de afaceri, Serge Crasnianski, erau estimate la 210 și respectiv 200 milioane lire sterline . 
În anul 1978 soția sa, Mia, a murit subit de un accident cerebral vascular în cursul unei vacanțe împreună. Prin intermediul actorului Moscu Alcalay și a soției acestuia, impresara Rodica Alcalay, David a cunoscut pe actrița Gabriela Fleischmann, cu care s-a însurat în anul 1980. Cu ea a avut un copil, Ariel, devenit ulterior ziarist.
În timpul liber Dan David era pasionat de istorie, arheologie și șah. Dan David a murit în anul 2011 la Londra, în urma unei hemoragii cerebrale, și a fost înmormântat în Israel, la cimitirul din Kfar Shmaryahu.

### Activitatea filantropică și Premiul Dan David
La începutul anilor 1990 Dan David a donat pentru construirea clădirii care îi poartă numele în campusul Universității Tel Aviv. De asemenea a înființat fonduri pentru burse de studenți ai Facultății de management.
În anul 2000 David a creat Fundația Dan David, având un capital de 100.000.000 dolari. Primul director al Fundației a fost profesorul Gad Barzilai. Fundația a întemeiat, împreună cu Universitatea Tel Aviv, Premiul Dan David (decernat prima dată în 2002) care constă din trei premii anuale de un milion dolari americani fiecare, pentru contribuții excepționale în domeniul științei, tehnologiei, culturii și societății.
Între laureații Premiului Dan David se numără dirijorul Zubin Mehta, scriitoarea Margaret Atwood, regizorii de cinema frații Joel și Ethan Coen, violoncelistul Yo-Yo Ma, scriitorul Amos Oz, omul politic Tony Blair. Premiații trebuie să aloce 10% din suma câștigată unor tineri cercetători sau doctoranzi.

### Premii și distincții
- 1996 - Doctor honoris causa al Universității Tel Aviv